# Roger Züger

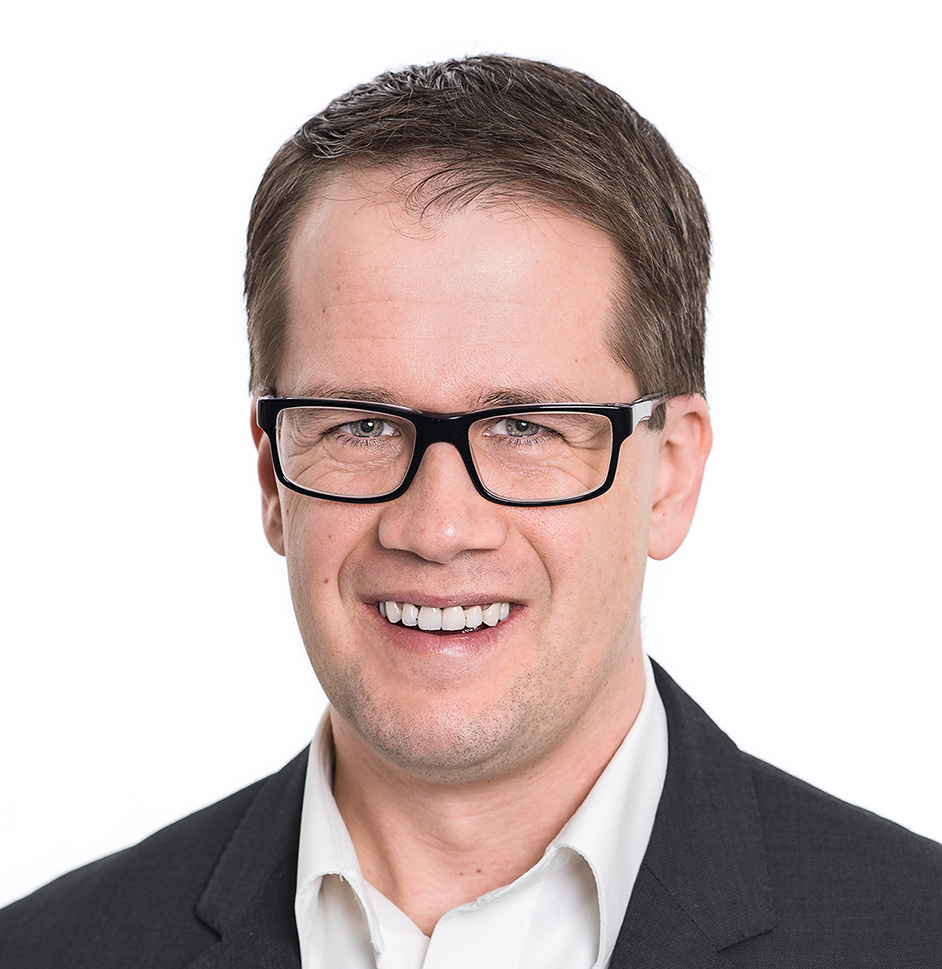
Roger Züger (2016)

Roger Züger (* 1976 in Lachen SZ) ist ein Schweizer Politiker (FDP).

## Leben
Roger Züger und sein Bruder wuchsen in der Bettnau in Siebnen in einem Mehrfamilienhaus, das sich auf dem Landwirtschaftsbetrieb des Grossvaters befand, auf. Von 2006 bis 2024 lebte er mit seiner Familie wieder in der Gemeinde Schübelbach, diesmal in Schübelbach selbst. Seit 2024 lebt Züger wieder in Siebnen.
Züger lebt seit 2024 getrennt von seiner Frau und ist Vater von zwei Kindern.

## Ausbildung
Züger erlernte bei der Alcatel-Lucent (ehemals Alcatel Schweiz AG) den Beruf des Elektroniker (Fachrichtung Computersoftware). Später absolvierte er ein berufsbegleitendes Studium zum Dipl.-Ing. FH Informatik an der Zürcher Hochschule für Angewandte Wissenschaften und ist seit 2014 zertifizierter ITIL-Experte.
Er absolvierte zudem, insbesondere während seiner Zeit bei der Alcatel Schweiz AG und der UBS interne Führungs- und Projektmanagement-Ausbildungen.

## Berufsleben
Züger arbeitet seit mehreren Jahren in der Informatik. Er war die ersten Jahre vorwiegend im Bereich HelpDesk, Betrieb & Support tätig und arbeitete lange Zeit bei der UBS Schweiz als Teamleiter im Transition / Release Management Umfeld. In dieser Tätigkeit führte er Fachpersonen in der Schweiz, Indien, London, Sydney und Hyderabad.
Während seiner beruflichen Laufbahn arbeitete er bei verschiedenen lokalen und internationalen Outsourcing-, Migrations- und Implementations-Projekten mit oder übte selbst die Projektleitung aus.
In seiner aktuellen Position als Sektionsleiter führt er ein kleines Team von 9 Personen und zeichnet für den Betrieb- und den Unterhalt der OT/IT-Systeme in verschiedenen Kantonen verantwortlich, dazu zählt unter anderem ein Datennetzwerk mit über 4500 Komponenten und eine Windows/Linux-Serverlandschaft mit über 500 physischen und virtualisierten Systemen.
Züger gründete mit zwei ehemaligen Arbeitskollegen im Jahr 2004 die i-Services GmbH, die 2009 an zwei Mitarbeiter übergeben wurde. Zudem war Züger von 2003 bis 2024 Mitglied der kantonalen Prüfungskommission 19 für Informatikberufe des Kantons Zürich.

## Politik
Züger ist seit 2009 Mitglied der Ortspartei Schübelbach der FDP.Die Liberalen. Von 2012 bis 2016 war er in der Gemeinde Schübelbach im Schulrat tätig und stand dem Ressort ICT (Informations- und Kommunikationstechnik) vor. Seit 2016 ist er Mitglied des 100-köpfigen Schwyzer Kantonsrats.
Aktuell amtet er als Vizepräsident der Kommission für Gesundheit und Soziale Sicherheit des Schwyzer Kantonsrats.

### Tätigkeiten im Schwyzer Kantonsrat
- 27.06.2024 – heute          Vizepräsident Kommission für Gesundheit und Soziale Sicherheit
- 15.02.2023 – 26.06.2024 Kommissionspräsident Kommission für Bildung und Kultur
- 24.06.2020 – 14.02.2024 Mitglied Kommission für Gesundheit und Soziale Sicherheit
- 24.06.2020 – 14.02.2024 Ersatzmitglied Kommission für Bildung und Kultur
- 01.06.2016 – 23.06.2020 Mitglied Kommission für Bildung und Kultur

### Tätigkeiten in der Kantonalpartei der FDP.DieLiberalen Schwyz
- 2024 – heute Präsident der Fachgruppe Gesundheit und Soziale Sicherheit
- 2020 – 2024 Präsident der Fachgruppe Bildung, Gesellschaft & Gesundheit

### Tätigkeiten in der Ortspartei der FDP.DieLiberalen Schübelbach
- 2020 – 2024 Präsident der Ortspartei
- 2012 – 2016 Mitglied des Schulrates der Gemeinde Schübelbach
- 2009 – heute Vorstandsmitglied (Beisitzer/Vizepräsident/Präsident/von Amtes wegen)